# 格罗马尼
格罗马尼（法語：Grosmagny，法語發音：[ɡʁomaɲi]）是法国弗朗什-孔泰大区贝尔福地区省的一个市镇，位于该省北部，属于贝尔福区和南孚日市镇公共社区。

## 历史
最早在文献中出现是在12世纪，被称作。该处最早处于蒙贝利亚尔伯爵影响之下，到14世纪则由哈布斯堡王朝统治。1648年威斯特伐利亚条约签订后，该处同孫戈（意为“南郡”）一同被售予给法国。

## 地理
格罗马尼（47°43'20"N, 6°53'2"E）面积9.46 平方千米，位于法国勃艮第-弗朗什-孔泰大區贝尔福地区省，该省份为法国东北部内陆省份，东临上莱茵省，北起孚日省，西接上索恩省，南与杜省和瑞士接壤。
与格罗马尼接壤的市镇（或旧市镇、城区）包括：韦斯蒙、埃卢瓦、昂茹泰、绍村、埃蒂丰、拉马德莱娜-瓦勒德桑日、珀蒂马尼、鲁日古特。

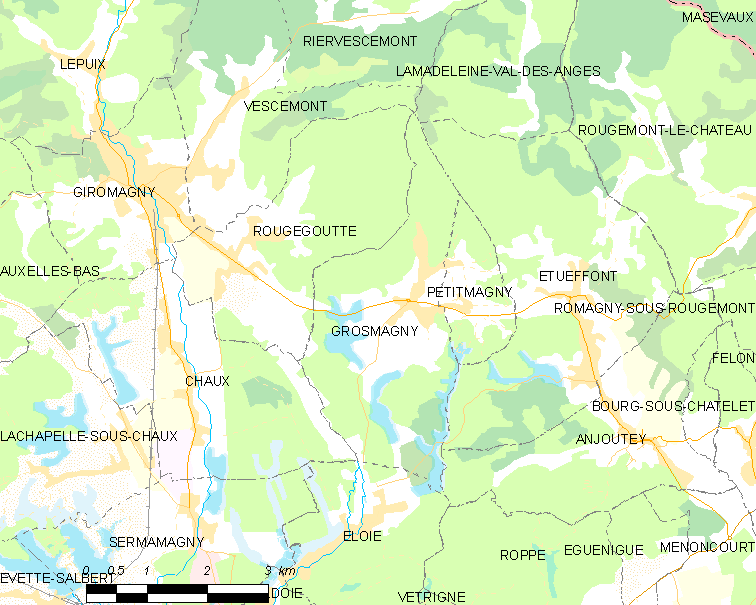
格罗马尼的OSM定位图

格罗马尼的时区为UTC+01:00、UTC+02:00（夏令时）。

## 行政
格罗马尼的邮政编码为90200，INSEE市镇编码为90054。

## 政治
格罗马尼所属的省级选区为日罗马尼县。

## 人口

1962-2008年间格罗马尼人口变化图示

格罗马尼于2022年1月1日时的人口数量为551人。